# Ternova d'Isonzo
Ternova d'Isonzo o Ternova (in sloveno Trnovo ob Soči) è un centro abitato della Slovenia, frazione del comune di Caporetto.

## Storia
Il centro abitato apparteneva storicamente alla Contea di Gorizia e Gradisca, come comune autonomo; era noto con il toponimo sloveno di Trnovo e con quello italiano di Ternova.
Dopo la prima guerra mondiale passò, come tutta la Venezia Giulia, al Regno d'Italia; il toponimo venne modificato in Ternova d'Isonzo, e il comune venne inserito nel circondario di Tolmino della provincia del Friuli. Nel 1927 il comune passò alla nuova provincia di Gorizia. Nel 1928 il governo Mussolini annesse il paese al comune di Caporetto.
Dopo la seconda guerra mondiale il territorio passò alla Jugoslavia.